# Giulio Cesare nell'eredità storica culturale

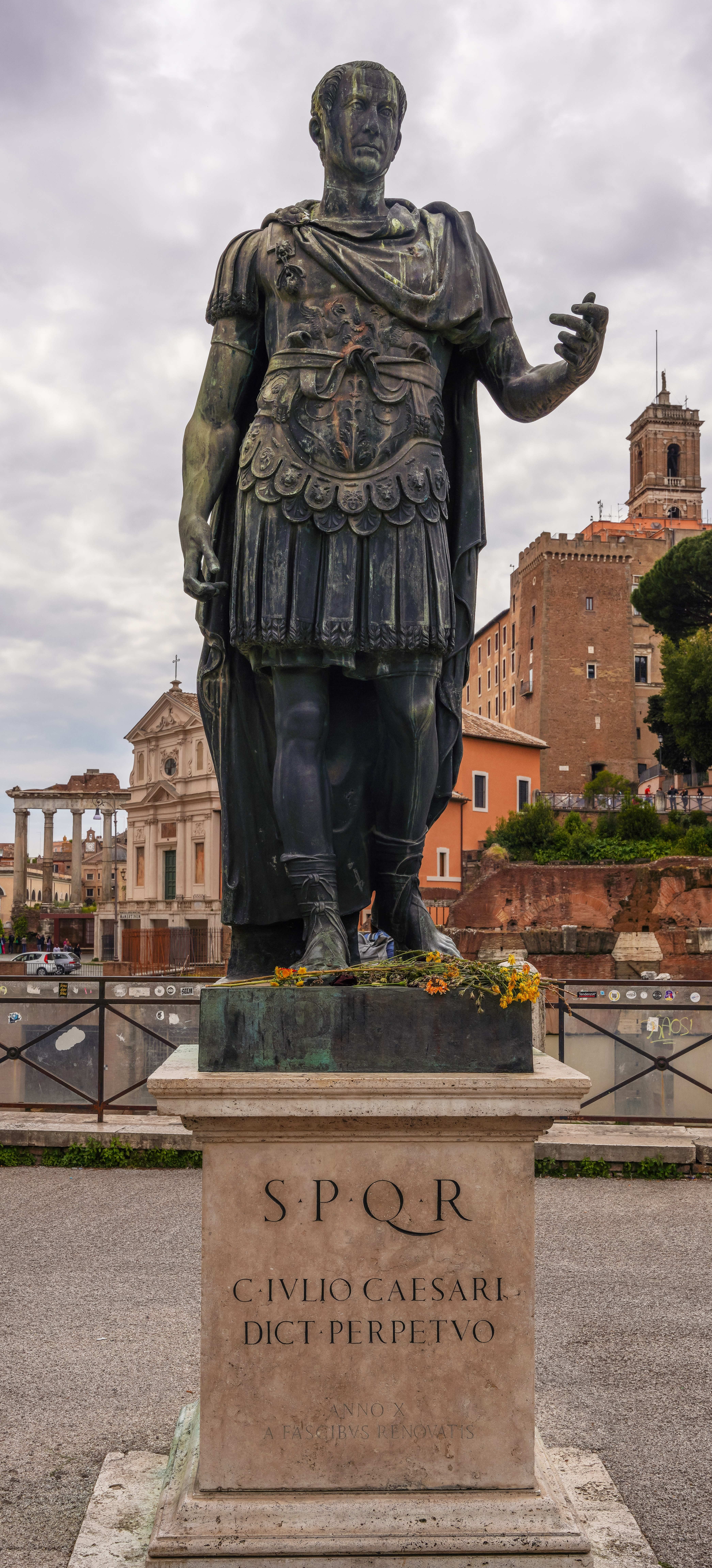
Gaio Giulio Cesare in Via dei Fori Imperiali a Roma (copia dell'originale, conservato presso i Musei Vaticani)

Gaio Giulio Cesare (100 a.C. - 44 a.C.) è stato un generale e politico romano ed uno degli uomini più influenti della storia. Inoltre, egli è apparso frequentemente in opere letterarie ed artistiche sin dall'antichità.
L'Umanesimo e il Rinascimento tramandarono nella cultura classica europea un'immagine assai forte della storia romana e dei suoi personaggi, che per secoli furono vissuti come modello, esempio e paradigma di sentimenti sia privati sia politici (basti pensare al Giulio Cesare di William Shakespeare), che perdurò fino al periodo romantico. Ciò è particolarmente vero nel caso di Cesare, come si può vedere nella foto qui a lato, unico tra i romani antichi a ricevere ancor oggi piccoli omaggi floreali, deposti sulle rovine della sua ara nel Foro romano.

## La grandezza di Cesare nella storia

### Non sovrano maCesare

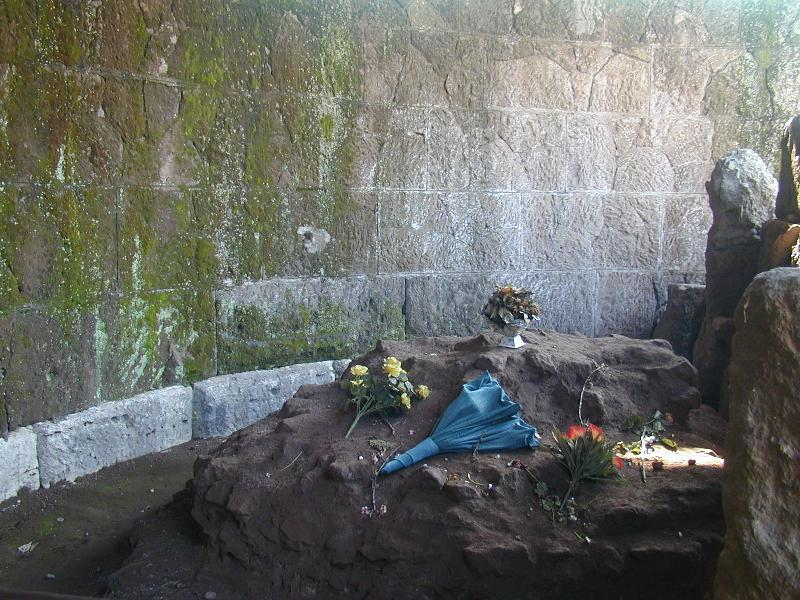
Foro Romano, omaggi al tempio del Divo Giulio.

Giulio Cesare non ebbe mai il titolo di "principe del senato" o di "augusto" come Ottaviano. Tuttavia fu dittatore dal 49 a.C. al 44 a.C., come non era mai successo in precedenza, e il titolo di imperatore nel suo significato moderno corrispose al titolo di Caesar (Cesare)
nella storia di Roma almeno fino all'inizio della tetrarchia. Svetonio infatti, nelle sue Vite dei dodici Cesari (De vita Caesarum), chiama per l'appunto Cesari (Caesares) i dodici imperatori di cui tratta, e comincia la sua narrazione proprio a partire da Giulio Cesare.
Il nome "Cesare" rimane in molte lingue come sinonimo di "comandante", "leader"; il tedesco Kaiser e il russo Zar hanno la stessa radice del nome di Cesare, e ci furono in tempi successivi molti imperatori con quel nome. Infatti, la pronuncia latina del nome, nel I secolo a.C., era Cáisar: consonante velare e dittongo si sono mantenuti in tedesco.
Nei centri urbani islamici viene chiamato qaysāriyya il quartiere dei commercianti cristiani. La parola deriva dal greco καισάρεια (kāīsàreia, "imperiale"), abbreviazione dell'espressione ἡ καισάρεια ἀγορά (hē kāīsàreia agorà), "Il mercato imperiale".
A Cesare divinizzato venne anche dedicato il settimo mese del calendario: luglio (originariamente "quintile", il quinto mese nel calendario cosiddetto di Romolo, che iniziava a marzo) deriva infatti da Iulius.

### Frasi celebri di Cesare
Celebri rimangono alcune sue frasi come:
- Veni, vidi, vici (venni, vidi, vinsi) è la frase che Cesare pronunciò per annunciare la vittoria su Farnace II a Zela.[1]
- Alea iacta est (il dado è tratto) è la frase che Cesare pronunciò nel varcare il Rubicone.
- Tu quoque, Brute, fili mi! (anche tu, Bruto, figlio mio) oppure in greco καὶ σύ, τέκνον? (anche tu, figlio?), secondo Svetonio, è la frase che Cesare pronunciò rivolto al suo assassino e "figlio adottivo" Bruto mentre questi gli veniva incontro.
- Gallia est omnis divisa in partes tres (la Gallia nel suo insieme è divisa in tre parti) è il celebre incipit del De bello Gallico.
- Gli uomini credono in ciò che desiderano è una delle frasi con cui Cesare commentò alcuni momenti della campagna contro i Veneti.[2] Essa sottolinea come, specialmente in tempo di guerra, gli uomini siano portati a giudicare vera anche una semplice diceria, se questa afferma quanto essi desiderano.
- Vorrei essere il primo tra costoro piuttosto che il secondo a Roma è la frase che Cesare pronunciò, riferendosi a una tribù barbara particolarmente malridotta, rivolto ai suoi amici, durante la propretura in Spagna.[3]

## Tra arte e letteratura, nel ricordo di Cesare

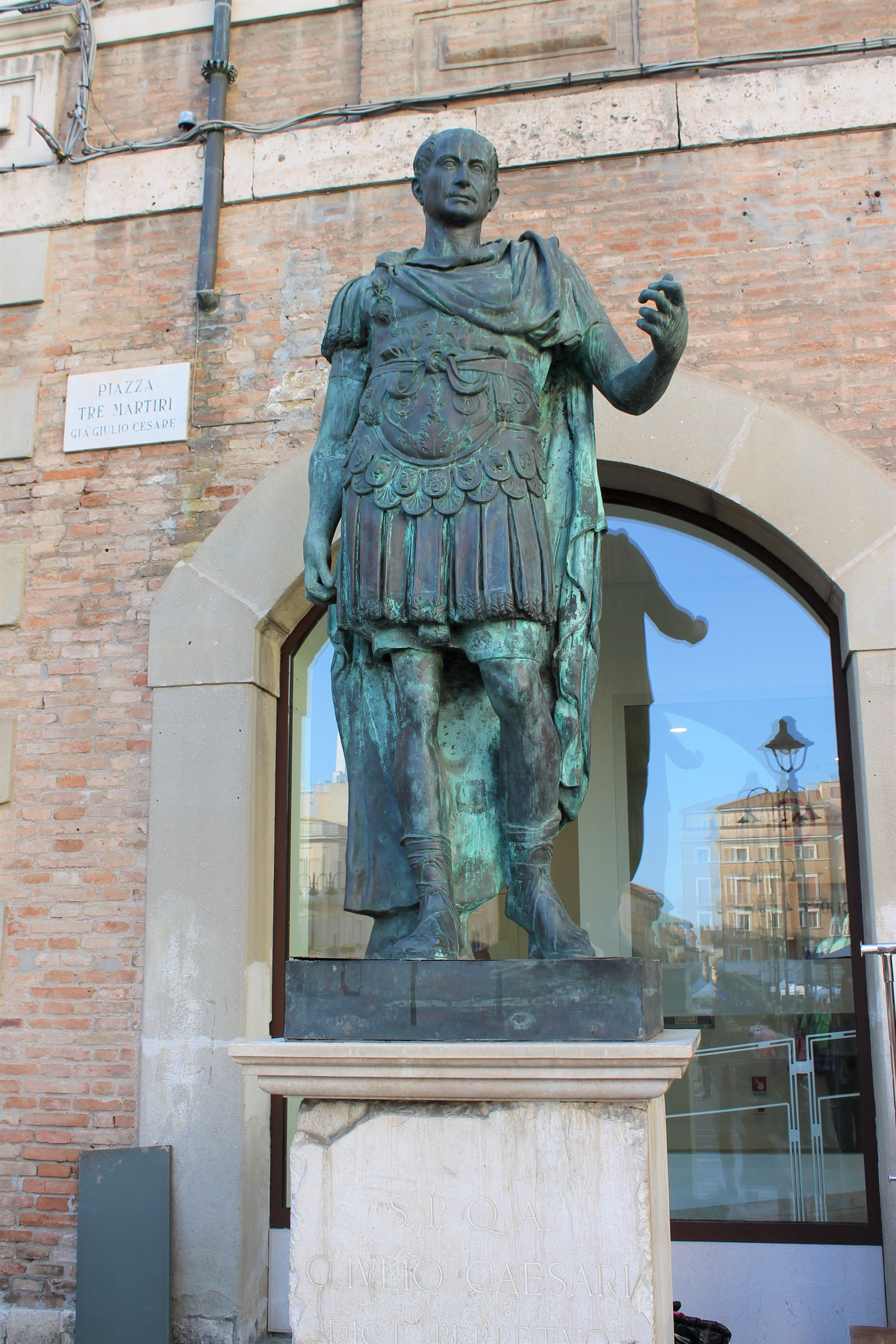
Statua a Rimini

### Opere letterarie antiche
- Cesare è nominato in alcuni carmina di Catullo (circa 84-54 a.C.).
- Nell'Eneide di Virgilio (ca. 29-19 a.C.) si trova una sua descrizione.
- Appare come personaggio del Pharsalia di Lucano (AD 61), un poema epico nel quale vi è un'operazione di tenace condanna della tirannide di Cesare, nella quale non solo è individuato l'inizio del principato (con la dinastia Giulio-Claudia regnante fino a Nerone, imperatore alla corte del quale era presente lo stesso Lucano) ma anche la fine del Repubblica.
- Appare anche come personaggio nei Cesari o I Saturnali di Giuliano l'Apostata (ca. 350-360 d.C.), un dialogo satirico.

### Opere medievali
- Un racconto leggendario dell'invasione di Cesare della Bretagna si trova nella Historia Regum Britanniae di Goffredo di Monmouth (circa 1136).
- Nel romanzo francese del XIII secolo Les Faits des Romains, Cesare diventa un vescovo.
- Nella chanson de geste francese del XIII secolo Huon di Bordeaux, il re delle fate Oberon è figlio di Cesare e della fata Morgana.
- Cesare era considerato uno dei Nove Prodi, di cui si scrisse per la prima volta all'inizio del XIV secolo.
- Cesare appare nel Canto IV della Divina Commedia di Dante Alighieri (circa 1308-1321), nel Limbo, insieme con Enea, Omero, Ovidio, Orazio e Lucano. I suoi assassini, Bruto e Cassio, e la sua amante, Cleopatra, sono invece nell'Inferno.
- La guerra civile e la morte di Cesare sono raccontate ne Il racconto del Monaco di Geoffrey Chaucer (circa 1385, uno dei Racconti di Canterbury).

### Rinascimento e prime opere moderne

#### Teatro
- La tragedia di William Shakespeare Giulio Cesare (1599) descrive l'omicidio di Cesare e le sue conseguenze; essa è stata adattata numerose volte per il cinema.

#### Opera
- Giulio Cesare in Egitto, di Georg Friedrich Händel (recitato per la prima volta nel 1724)

### Opere moderne

#### Teatro
- Cesare e Cleopatra (1901), una rappresentazione di George Bernard Shaw
- Giulio Cesare (2009) di Giuseppe Paolo Mazzarello è la riscrittura libera e condensata della tragedia Shakespeariana. Vi sono riferimenti alla realtà attuale con gli annosi aspetti della lotta politica ed i passionali contrasti della vita amorosa[4]

Opera
- Julius Caesar, di Giorgio Battistelli (2021)

#### Romanzi
- Gli affari del signor Giulio Cesare, romanzo inedito di Bertolt Brecht
- I Signori di Roma, una serie della scrittrice australiana Colleen McCullough, che si compone di sei romanzi (I giorni del potere, I giorni della gloria, I favoriti della fortuna, Le donne di Cesare, Cesare, il genio e la passione, Le idi di marzo e Cleopatra).
- Il Ciclo dell'Imperatore, una serie di quattro romanzi dello scrittore Conn Iggulden
- Roma Sub Rosa, una serie di polizieschi ambientati nell'antica Roma dello scrittore statunitense Steven Saylor.
- Idi di marzo, romanzo epistolare di Thornton Wilder, che presenta personaggi ed eventi legati all'omicidio di Giulio Cesare.
- Dictator, trilogia di romanzi storici dello scrittore Andrea Frediani.

#### Cinema e TV
Sono qui riportati esclusivamente i film cinematografici e televisivi storici nei quali appare il personaggio di Giulio Cesare. Sono pertanto assenti i film commedia nei quali compare come personaggio secondario, come ad esempio i film su Asterix e Obelix.
| Anno      | Film                                                                                       | Attore                      | Note |
| --------- | ------------------------------------------------------------------------------------------ | --------------------------- | --- |
| 1908      | Julius Caesar                                                                              | Charles Kent                | Cortometraggio |
| 1909      | Giulio Cesare                                                                              | Giovanni Pastrone           | Cortometraggio |
| 1911      | Caesar's Prisoners                                                                         | Theo Frenkel                | Cortometraggio |
| 1911      | Julius Caesar                                                                              | Guy Rathbone                | Cortometraggio |
| 1914      | Cajus Julius Caesar                                                                        | Amleto Novelli              | |
| 1917      | Cleopatra                                                                                  | Fritz Leiber                | |
| 1918      | Romans and Rascals                                                                         | Larry Semon                 | Cortometraggio |
| 1922      | L'empereur des pauvres                                                                     | Halma                       | |
| 1931      | Oh! Oh! Cleopatra                                                                          | Robert Woolsey              | Cortometraggio |
| 1934      | Cleopatra                                                                                  | Warren William              | |
| 1938      | Julius Caesar                                                                              | Cyril Howe                  | |
| 1945      | Cesare e Cleopatra (Caesar and Cleopatra)                                                  | Claude Rains                | |
| 1949      | Julius Caesar                                                                              | George Bliss                | Film TV |
| 1949      | Julius Caesar, episodio della serie Studio One                                             | William Post Jr.            | |
| 1950      | Julius Caesar                                                                              | Harold Tasker               | |
| 1951      | Julius Caesar, episodio della serie BBC Sunday-Night Theatre                               | Walter Hudd                 | |
| 1953      | Giulio Cesare (Julius Caesar)                                                              | Louis Calhern               | |
| 1955      | The Assassination of Julius Caesar (March 15, 44 B.C.), episodio della serie You Are There | Russ Conway                 | |
| 1955      | Julius Caesar, episodio della serie Studio One                                             | Theodore Bikel              | |
| 1956      | Caesar and Cleopatra, episodio della serie Producers' Showcase                             | Cedric Hardwicke            | |
| 1957      | L'inferno ci accusa (The Story of Mankind)                                                 | Reginald Sheffield          | |
| 1959      | Caesar and Cleopatra, episodio della serie General Electric Theater                        | Maurice Evans               | |
| 1959      | Julius Caesar                                                                              | Robert Perceval             | Film TV |
| 1959      | Antony and Cleopatra                                                                       | Kevin Miles                 | Film TV |
| 1960      | An Honourable Murder                                                                       | John Longden                | Versione moderna del dramma di Shakespeare |
| 1960      | Spartacus                                                                                  | John Gavin                  | |
| 1962      | Giulio Cesare contro i pirati                                                              | Gustavo Rojo                | |
| 1962      | Il figlio di Spartacus                                                                     | Ivo Garrani                 | |
| 1962      | Giulio Cesare il conquistatore delle Gallie                                                | Cameron Mitchell            | |
| 1962      | Una regina per Cesare                                                                      | Gordon Scott                | |
| 1963      | The Colossus: Julius Caesar Acts 1 and 2, episodio della serie The Spread of the Eagle     | Barry Jones                 | Miniserie TV |
| 1963      | The Fifteenth: Julius Caesar Acts 2, 3 and 4, episodio della serie The Spread of the Eagle | Barry Jones                 | Miniserie TV |
| 1963      | The Revenge: Julius Caesar Acts 4 and 5, episodio della serie The Spread of the Eagle      | Barry Jones                 | Miniserie TV |
| 1963      | Cleopatra                                                                                  | Rex Harrison                | Premio Oscar alla migliore fotografia 1964 Premio Oscar per la migliore scenografia 1964 Premio Oscar per i migliori costumi 1964 Premio Oscar per i migliori effetti speciali 1964 |
| 1963      | Julius Caesar                                                                              | Gerald Young                | Serie TV |
| 1964      | Caesar und Cleopatra                                                                       | Paul Verhoeven              | Film TV |
| 1964      | The Ides of March, episodio della serie Theatre 625                                        | Douglas Wilmer              | |
| 1964      | I giganti di Roma                                                                          | Alessandro Sperlì           | |
| 1964      | Carry on Cleo                                                                              | Kenneth Williams            | |
| 1966      | Julius Caesar                                                                              | Budd Knapp                  | Film TV |
| 1969      | Julius Caesar, episodio della serie BBC Play of the Month                                  | Maurice Denham              | |
| 1969      | Das Trauerspiel von Julius Caesar                                                          | Erich Schellow              | Film TV |
| 1969      | Cäsar und Cleopatra                                                                        | O.E. Hasse                  | Film TV |
| 1970      | Shaw vs. Shakespeare I: The Character of Caesar                                            | Richard Kiley               | Cortometraggio |
| 1970      | Shaw vs. Shakespeare II: The Tragedy of Julius Caesar                                      | Richard Kiley               | Cortometraggio |
| 1970      | Shaw vs. Shakespeare III: Caesar and Cleopatra                                             | Richard Kiley               | Cortometraggio |
| 1970      | The Notorious Cleopatra                                                                    | Jay Edwards                 | |
| 1970      | Cleopatra                                                                                  | Louis Waldon                | |
| 1970      | 23 pugnali per Cesare (Julius Caesar)                                                      | John Gielgud                | |
| 1971      | Cesar y Cleopatra, episodio della serie Estudio 1                                          | Jesús Puente                | |
| 1971      | Al César lo que es del César, episodio della serie Estudio 1                               | Francisco Rabal             | |
| 1973      | Heil Caesar!                                                                               | Peter Howell                | Miniserie TV |
| 1976      | Caesar and Cleopatra                                                                       | Alec Guinness               | |
| 1979      | Julius Caesar                                                                              | Sonny Jim Gaines            | Uscito in home video |
| 1979      | Julius Caesar                                                                              | Charles Gray                | |
| 1980      | Burebista                                                                                  | Nicolae Iliescu             | |
| 1983      | The Cleopatras                                                                             | Robert Hardy                | Miniserie TV |
| 1984      | Brutus                                                                                     | Kornél Gelley               | Film TV |
| 1984      | Julius Caesar                                                                              | Janet Baker                 | Film TV |
| 1985      | Sogni erotici di Cleopatra                                                                 | Jacques Stany               | |
| 1990      | Giulio Cesare in Egitto                                                                    | Jeffrey Gall                | Film TV |
| 1997      | Julius Caesar: A Critical Guide                                                            | John Woodford               | Cortometraggio |
| 1999      | Cleopatra                                                                                  | Timothy Dalton              | Miniserie TV |
| 1999      | Asterix & Obelix contro Cesare                                                             | Gottfried John              | |
| 2001      | Druids - La rivolta (Vercingétorix)                                                        | Klaus Maria Brandauer       | |
| 2002      | Giulio Cesare (Julius Caesar)                                                              | Jeremy Sisto                | Miniserie TV |
| 2002      | Asterix & Obelix - Missione Cleopatra                                                      | Alain Chabat                | |
| 2003      | Kleopatra                                                                                  | Martin Posta                | Uscito in home video |
| 2003      | Augusto (Imperium: Augustus)                                                               | Gérard Klein                | Miniserie TV |
| 2004      | Giulio Cesare                                                                              | Flavio Oliver               | Film TV |
| 2004      | Spartaco - Il gladiatore (Spartacus)                                                       | Richard Dillane             | Film TV |
| 2004      | The Roman Invasions, episodio della serie Historyonics                                     | Ali Amadi                   | |
| 2004      | Rubicon: Samuel Johnson Prize                                                              | Jason Stevens               | Cortometraggio televisivo |
| 2004      | Et Tu                                                                                      | Matthew Cassity             | Cortometraggio |
| 2005      | Julius Caesar                                                                              | Andreas Scholl              | Film TV |
| 2005      | Empire                                                                                     | Colm Feore                  | Miniserie TV |
| 2005      | Rome: Engineering an Empire                                                                | George Piscopo Massimo Vari | Film TV |
| 2005-2007 | Roma (Rome)                                                                                | Ciarán Hinds                | Serie TV |
| 2006      | The Primitive Celts, episodio della serie Barbarians                                       | Adrian Fear                 | |
| 2006      | Caesar, episodio della serie Ancient Rome: The Rise and Fall of an Empire                  | Sean Pertwee                | |
| 2006      | The Battle for Rome                                                                        | Sean Pertwee                | Serie TV |
| 2007      | The Gospel of Caesar                                                                       | Angel García Eva            | |
| 2008      | Asterix alle Olimpiadi                                                                     | Alain Delon                 | |
| 2009      | Julius Caesar                                                                              | Bob Durrett                 | Uscito in home video |
| 2009      | Caesar and Cleopatra                                                                       | Christopher Plummer         | |
| 2010      | Julius Caesar                                                                              | John Shea                   | |
| 2011      | Julius Caesar                                                                              | Magnus Erland McCullagh     | |
| 2012      | Julius Caesar                                                                              | Jeffery Kissoon             | Film TV |
| 2012      | Asterix & Obelix al servizio di Sua Maestà                                                 | Fabrice Luchini             | |
| 2013      | Nemici di Roma, episodio della serie Spartacus (Spartacus: La guerra dei dannati)          | Todd Lasance                | |
| 2013      | Lupi alla porta, episodio della serie Spartacus (Spartacus: La guerra dei dannati)         | Todd Lasance                | |
| 2013      | Uomini d'onore, episodio della serie Spartacus (Spartacus: La guerra dei dannati)          | Todd Lasance                | |
| 2013      | Decimazione, episodio della serie Spartacus (Spartacus: La guerra dei dannati)             | Todd Lasance                | |
| 2013      | Fratelli di sangue, episodio della serie Spartacus (Spartacus: La guerra dei dannati)      | Todd Lasance                | |
| 2013      | Bottino di guerra, episodio della serie Spartacus (Spartacus: La guerra dei dannati)       | Todd Lasance                | |
| 2013      | Morte ineluttabile, episodio della serie Spartacus (Spartacus: La guerra dei dannati)      | Todd Lasance                | |
| 2013      | Strade diverse, episodio della serie Spartacus (Spartacus: La guerra dei dannati)          | Todd Lasance                | |
| 2013      | Morti e morituri, episodio della serie Spartacus (Spartacus: La guerra dei dannati)        | Todd Lasance                | |
| 2013      | La vittoria, episodio della serie Spartacus (Spartacus: La guerra dei dannati)             | Todd Lasance                | |

#### Fumetti
- Compare nell'episodio 25 della serie televisiva Filmation's Ghostbusters.
- Compare come antagonista nella serie francese Asterix, di René Goscinny e Albert Uderzo.
- Compare nell'episodio Augusto della serie Sandman di Neil Gaiman, contenuto nella raccolta Favole e riflessi

#### Musica
- Cesare è protagonista dell'album a tema intitolato Caesar (Roma vol. I) del gruppo musicale italiano Hesperia

#### Giochi
- Cesare è rappresentato nel gioco Shin Megami Tensei: Persona 3.
- Fallout: New Vegas rappresenta un dittatore che ha come modello i vari Cesari, Giulio Cesare in particolare.
- Giulio Cesare appare anche come il leader della civiltà romana nei primi quattro titoli di Civilization.
- Cesare è rappresentato nel gioco Assassin's Creed: Brotherhood come un alleato dei Templari, mentre i suoi assassini, Bruto compreso, tentano in ogni modo di ostacolare i Templari nel guadagnare potere a Roma. Il racconto della morte di Cesare da parte di Bruto appare in Assassin's Creed: Project Legacy.
- Cesare appare nel videogioco Assassin's Creed: Origins.
- In Age of Empires: The Rise of Rome è possibile giocare nei panni di Giulio Cesare, combattendo i nemici in quattro campagne militari chiamate "Expansion II Ave Caesar" (Cesare contro i Pirati; in Britannia; ad Alesia; contro Pompeo). C'è inoltre una nota storica nella quarta campagna, dove viene illustrata la sua morte nel 44 a.C.
- Le battaglie di Cesare vengono mostrate o giocate in Imperium: Le grandi battaglie di Roma e Imperium: la guerra gallica, in Rome: Total War ed altri ancora.
- Nel videogioco di ruolo per PlayStation 2 Shadow of Rome compare in diversi flashback, dei quali i più frequenti mostrano la sua uccisione, e Cesare che dice le sue ultime parole ("Et tu, Brute?", riprese dalla tragedia di Shakespeare).
- Cesare è anche uno dei due eroi della civiltà romana in Rise and Fall: Civilizations at War.

#### Galleria d'immagini sul mito di Cesare

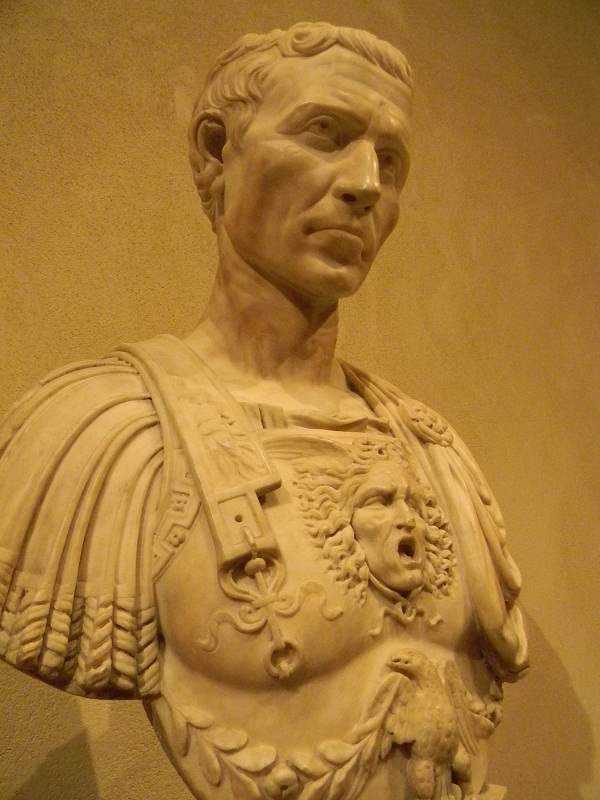
Il Cesare di Andrea Ferrucci (Fiesole, 1465 - Firenze, 1526).
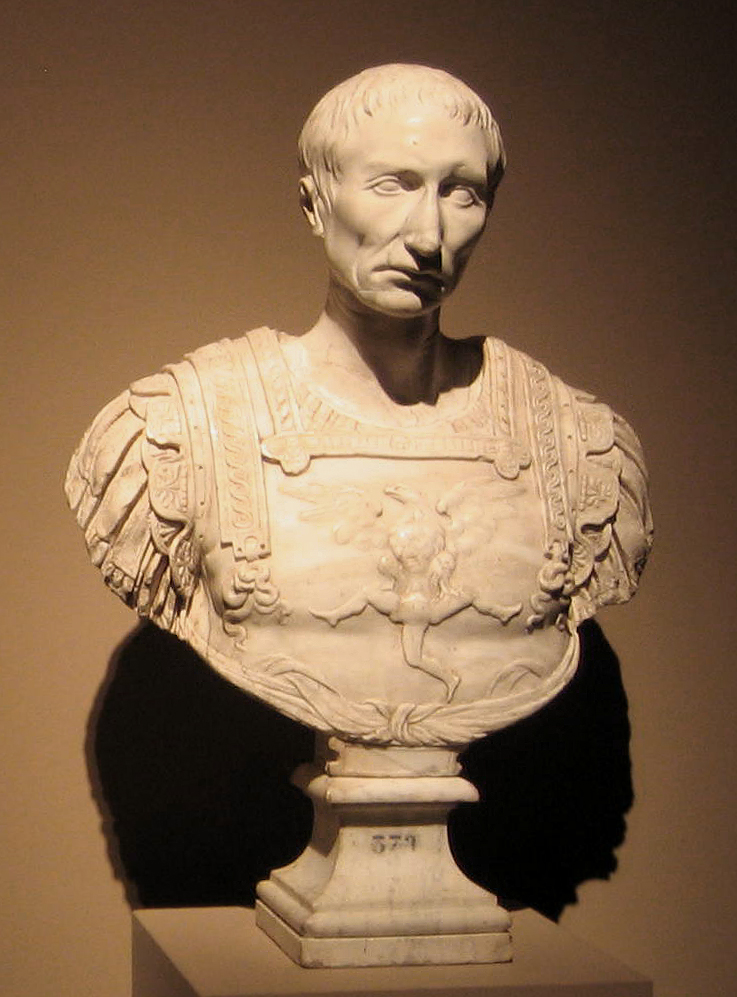
Busto di Cesare del XVI secolo, oggi al Museo del Prado di Madrid
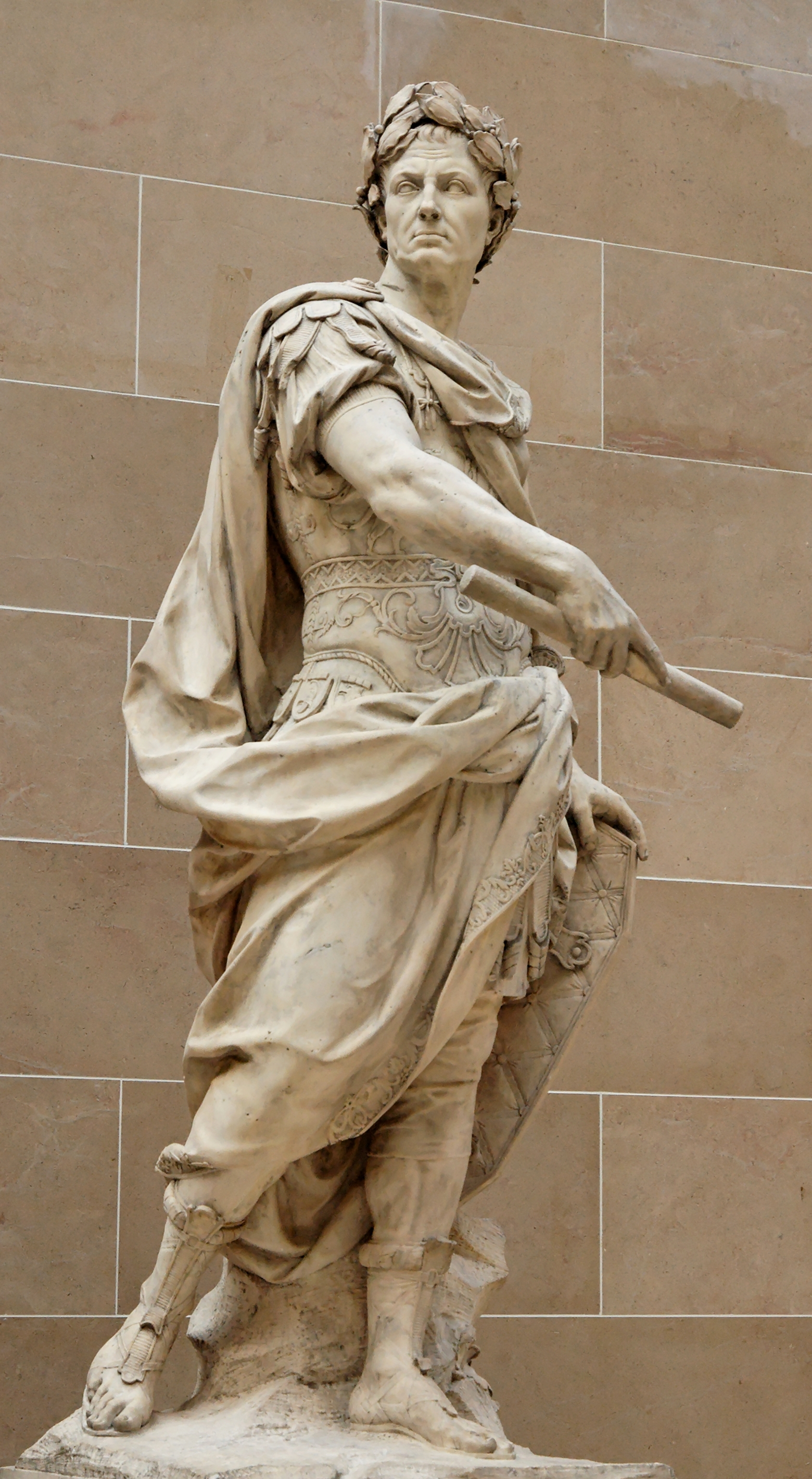
Statua di Giulio Cesare realizzata da Nicolas Coustou, Parigi, palazzo delle Tuileries (1696).
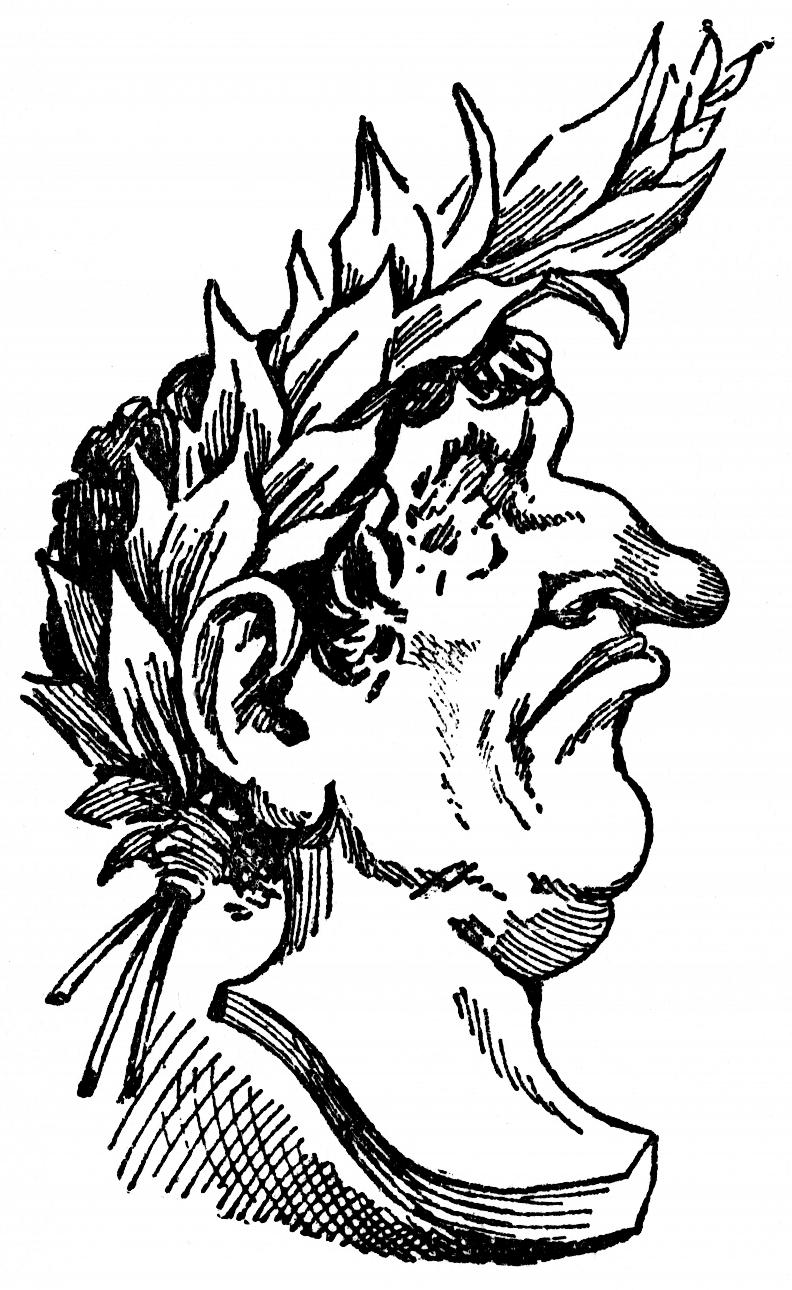
Caricatura inglese di Giulio Cesare che mette in risalto la fierezza e l'arroganza del generale e politico romano
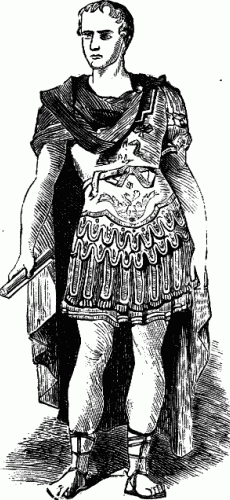
Il giovane Gaio Giulio Cesare in un disegno di Charlotte Mary Yonge (1880).
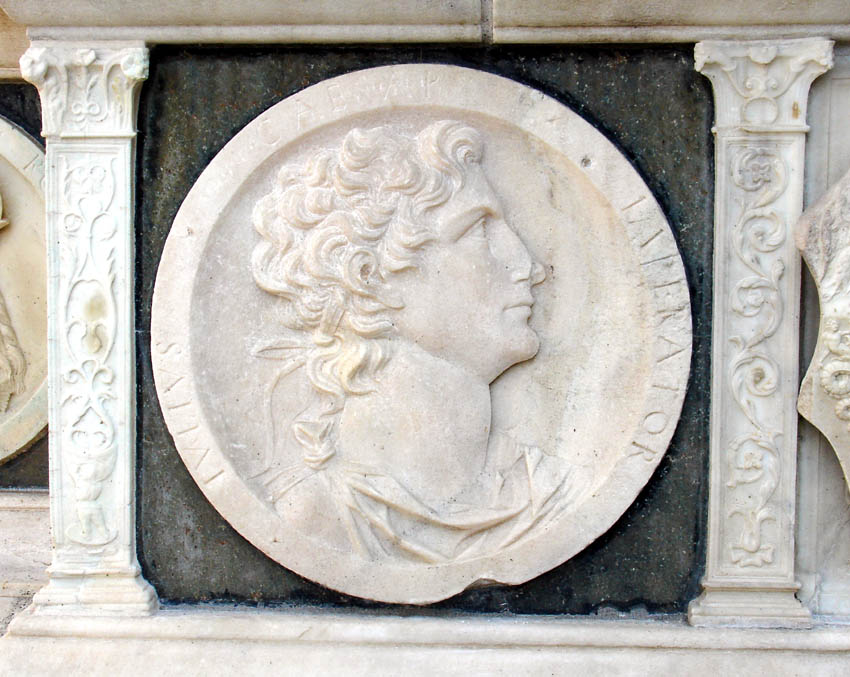
Giovanni Antonio Amadeo, Giulio Cesare, madaglione sullo zoccolo della facciata, 1491-1499, Certosa di Pavia.

## Cesare e San Cesareo di Terracina: cristianizzazione del culto

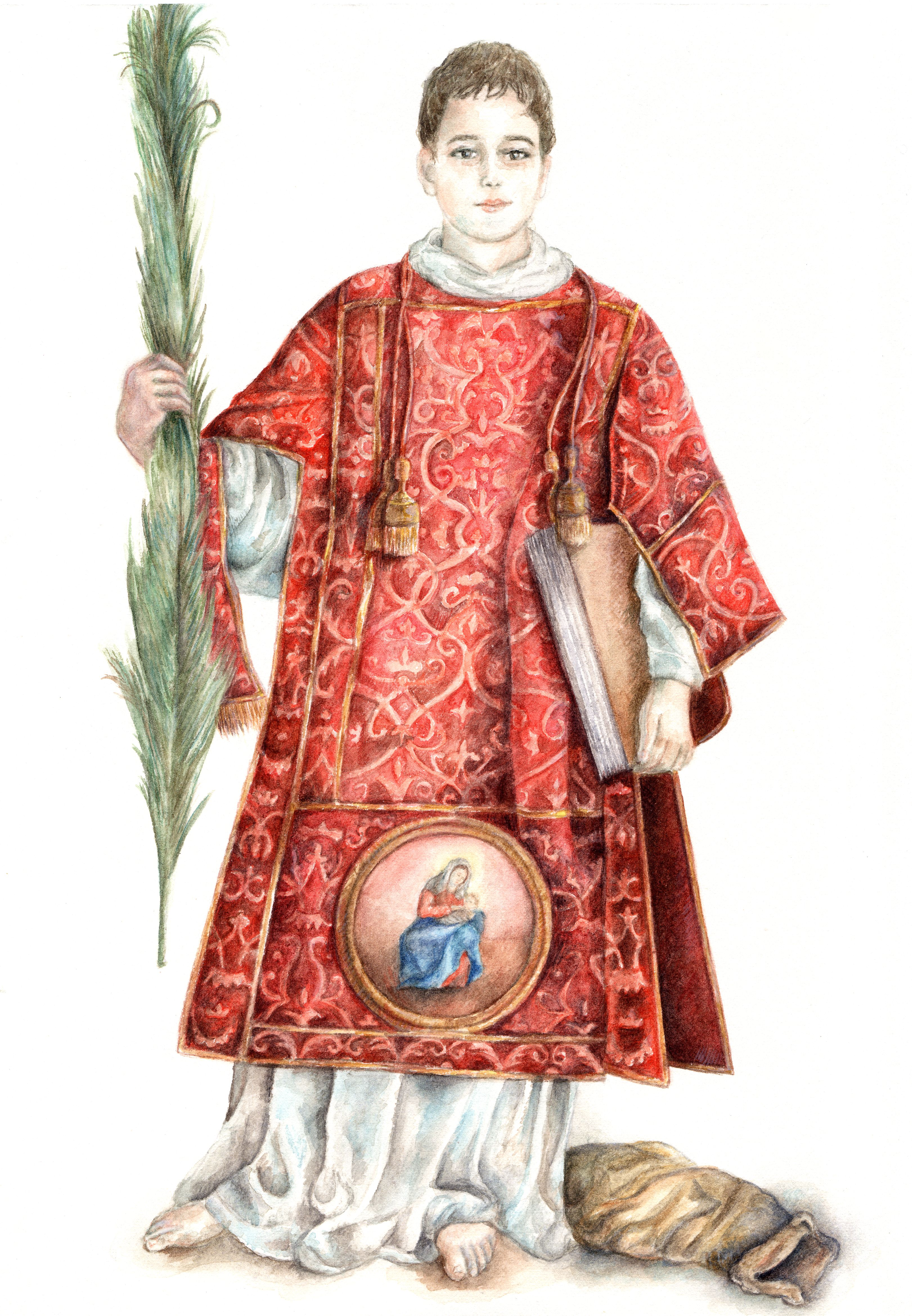
Cesario di Terracina, il santo che ha sostituito e cristianizzato la figura pagana di Cesare.

Fin dalla prima età cristiana, Cesario di Terracina fu il santo scelto per il suo nome a sostituire il culto pagano di Cesare. Infatti, il nome Caesarius significa “devoto a Cesare” ed è legato, quindi al grande condottiero romano, Gaio Giulio Cesare, e agli imperatori romani in quanto il loro appellativo era appunto Cesare.
Secondo l'archeologo Giuseppe Lugli, Cesareo di Terracina fu il santo designato a consacrare alla fede di Cristo tutti quei luoghi che già appartennero ai Cesari pagani. Non si tratta, però, di una sostituzione meccanica a qualunque genere di memoria riconducibile a Cesare e agli imperatori in quanto la vita stessa del santo ed il tipo di devozione tributatogli dopo la sua morte mostrano qualcosa in più.
Nella "Passio S. Caesarii", tramandatoci in quattro versioni, si fa riferimento all'antichissima gens romana da cui il giovane Cesareo sarebbe disceso, la Gens Julia (una chiara allusione al legame che sarebbe intercorso tra la famiglia di Giulio Cesare e quella del diacono). Cesareo, già opponendosi in vita ai Cesari pagani, diventa il nuovo "Cesare cristiano" della storia ed il primo santo tutelare (protettore) della famiglia imperiale convertita al cristianesimo a partire dal IV secolo, quando avvenne la traslazione delle sue spoglie da Terracina a Roma, intro Romanum Palatium, in optimo loco, imperiali cubicolo, ossia nella Domus Augustana di Roma sul colle Palatino, nel sito di Villa Mills, distrutta. Il nome del martire era una opportuna dedica là dove avevano risieduto gli Autocratori, i Cesari. Non senza ragione, il culto del martire di Terracina fu importato nel palazzo dei Cesari. E la ragione è nel nome stesso del Martire.
All'interno di questo palazzo imperiale venne eretto un oratorio in onore del martire chiamato “San Cesareo in Palatio”. Secondo Hartmann Grisar, il nome di questo oratorio sembra sia stato scelto, secondo il gusto dell'epoca, per l'eco che conteneva del nome di Cesare e dell'abitazione dei Cesari, così quindi il titolo di San Cesario anche da solo annunciava il nuovo carattere cristiano della potenza dei Cesari.